# Райхенштайн (замок, Швейцария)
Райхенштайн (нем. Reichenstein) — средневековый замок в швейцарском муниципалитете Арлесхайм в кантоне Базель-Ланд. С высоты замка открываются фантастические панорамные виды на Вогезы и Шварцвальд.

## Описание
Замок расположен к северо-востоку от центра поселения Арлесхайм. Он находится на высоте 460 метром над уровнем моря на скалистом отроге Райхенштайнерских гор. С юга замок хорошо защищён естественным ущельем, а с других сторон — отвесными скалами. К замку проложена хорошая дорога от Арлесхайма.
Примерно в 200 метрах к югу от главного замка можно найти руины так называемого среднего замка (Миттель-Бирсек). Некогда здесь располагались укрепления, но они уже давно заброшены.

## История

### Средние века
Замок Райхенштайн — вместе с центральным Бирсекбургом —  был построен около 1200 года графами Фробургами. Крепость была призвана расширить сферу влияния графов. Замок впервые упоминается в 1239 году как «Верхний Бирсекбург».
В 1245 году Людвиг фон Фробург передал свои замки епископу Базеля. С той поры замок находился в совместном владении епархии Базеля и одновременно был феодальным владением семьи Райх. С этого времени укрепления получили название Райхенштайн.
В 1356 году землетрясение серьёзно повредило замок Райхенштайн, но его быстро восстановили.
В XV веке замок пришёл в упадок.
В XVI веке власти города Золотурн попытались приобрести замок, но не смогли договориться о цене.

### Новое время
В течение XVII века замок окончательно превратился в руины. Но они по прежнему оставались феодом семьи Райх, пока во время Великой французской революции Базельское епископство не было упразднено.
В 1813 году руины были проданы Иоганну-Рудольфу Форкарту-Вейссу, а в 1834 году они перешли к его наследнику Ахиллесу Форкарту-Изелину. В 1844 году владельцем руин оказались семьи Форкарт-Вайс и Буркхардт-Вильдт. В 1932 году руины и окружающий их лес приобрёл Бродбек-Сандрейтер.

### Возрождение

Вид замка на картине 1788 года

Бродбек реконструировал Райхенштайн по планам известного архитектора и исследователя старинных замков Евгения Пробста из Цюриха. Внутренние интерьеры восстанавливал Ханс Эдуард Рюинер. Однако замок был восстановлен не полностью. Отремонтировали только бергфрид (главную башню), которую использовали в качестве летней резиденции. Соответственно, сегодняшний замок лишь частично представлен в реалистическом, историческом состоянии.

## Текущее использование
В 1938 году владелец замка создал особый семейный фонд (преобразованный в 1972 году в общественно-правовой фонд), который с тех пор присматривает за замком и использует его для своих мероприятий, а также сдаёт в аренду.
В замке Райхенштайн регулярно проводятся семинары, семейные торжества, конференции и свадьбы.

## Галерея

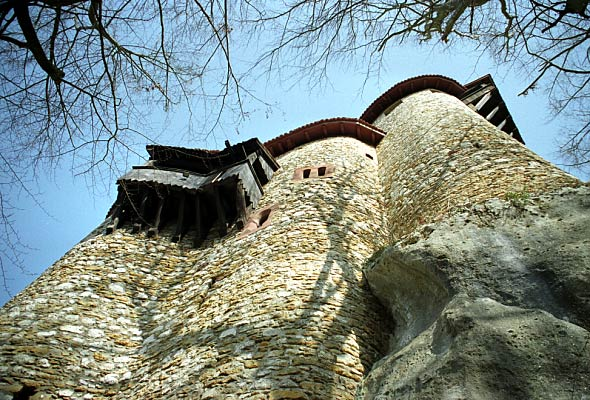
Стены замка
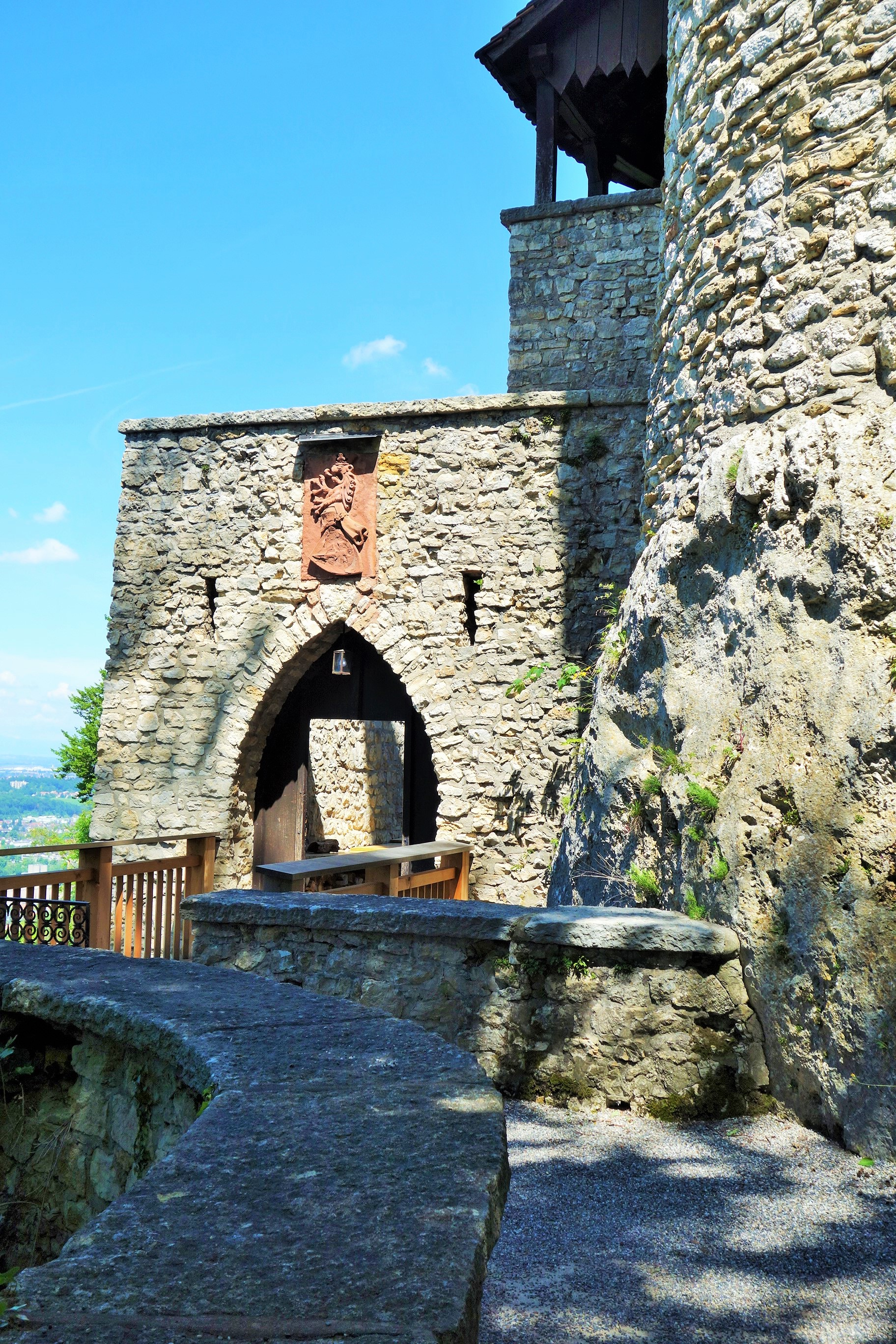
Ворота при входе в замок
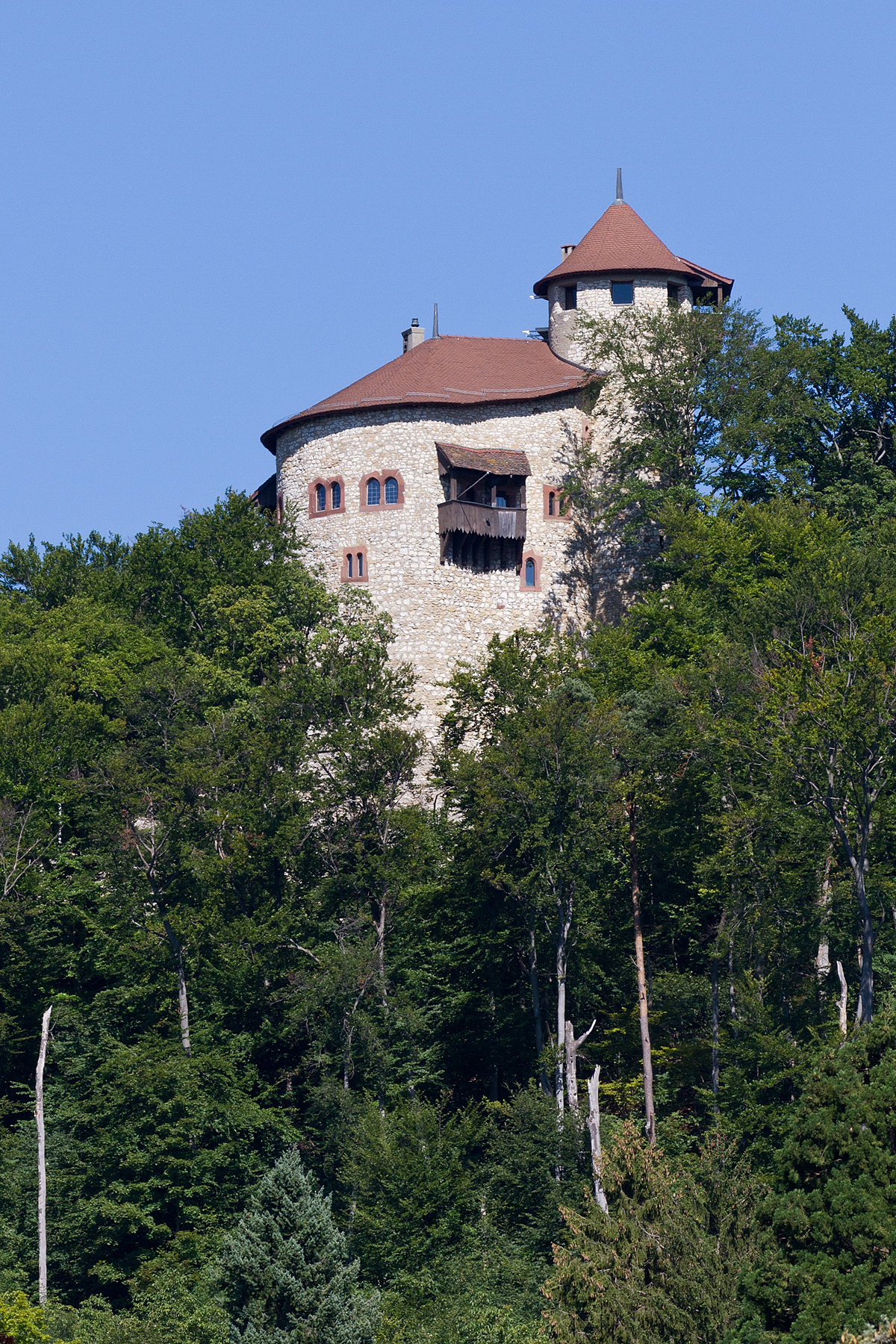
Вид замка снизу
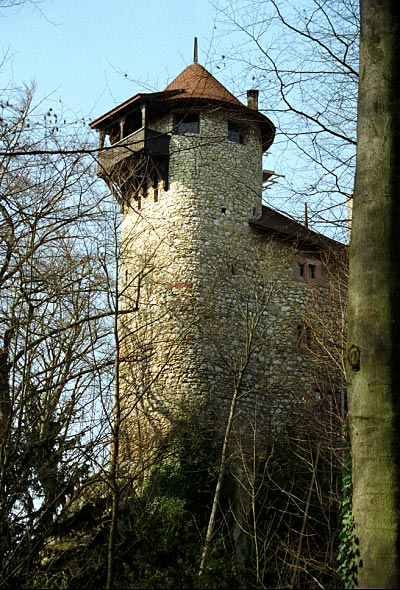
Главная башня замка и балкон
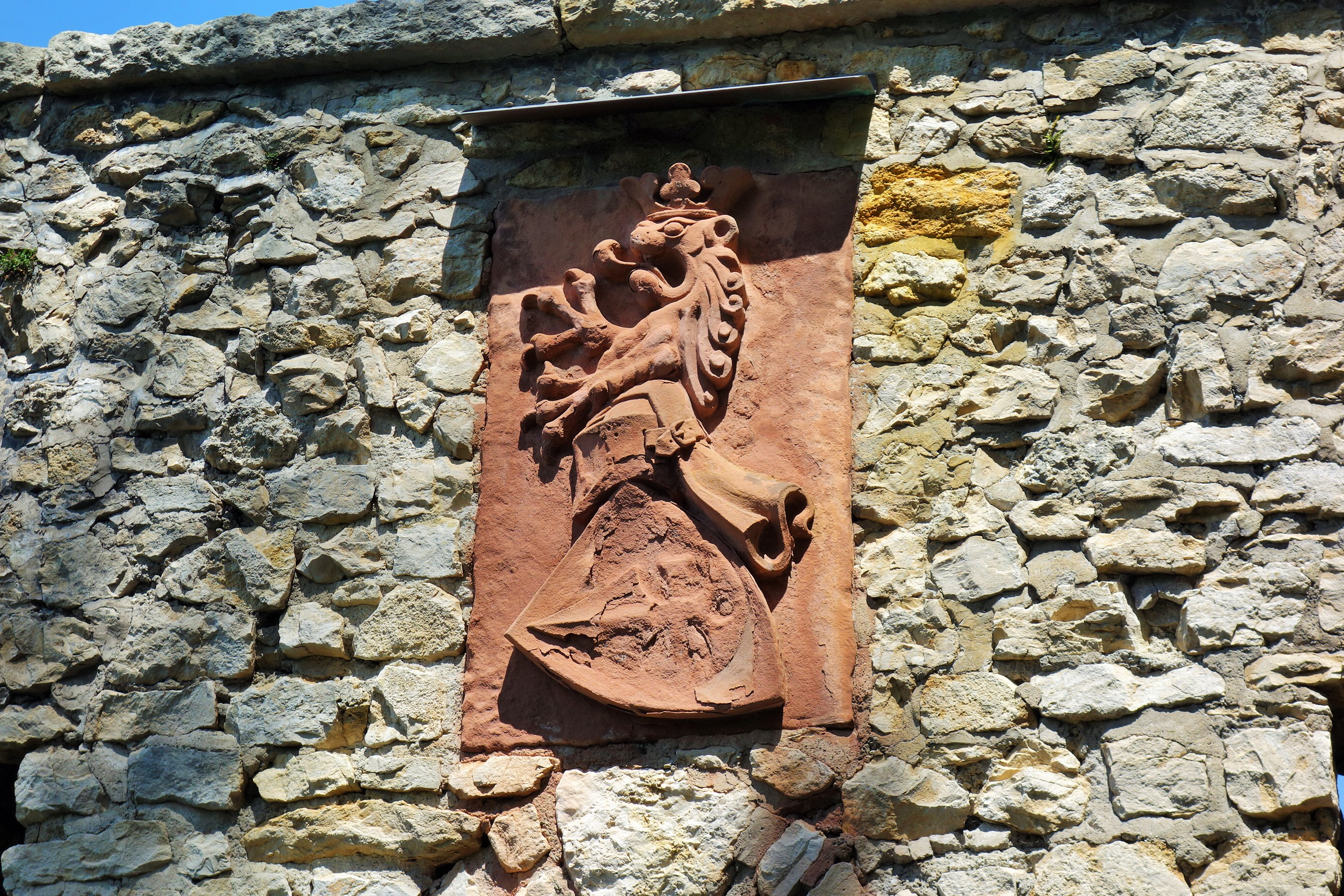
Герб баронов Райх фон Райхеншатйн